# Robert A. Halvorson

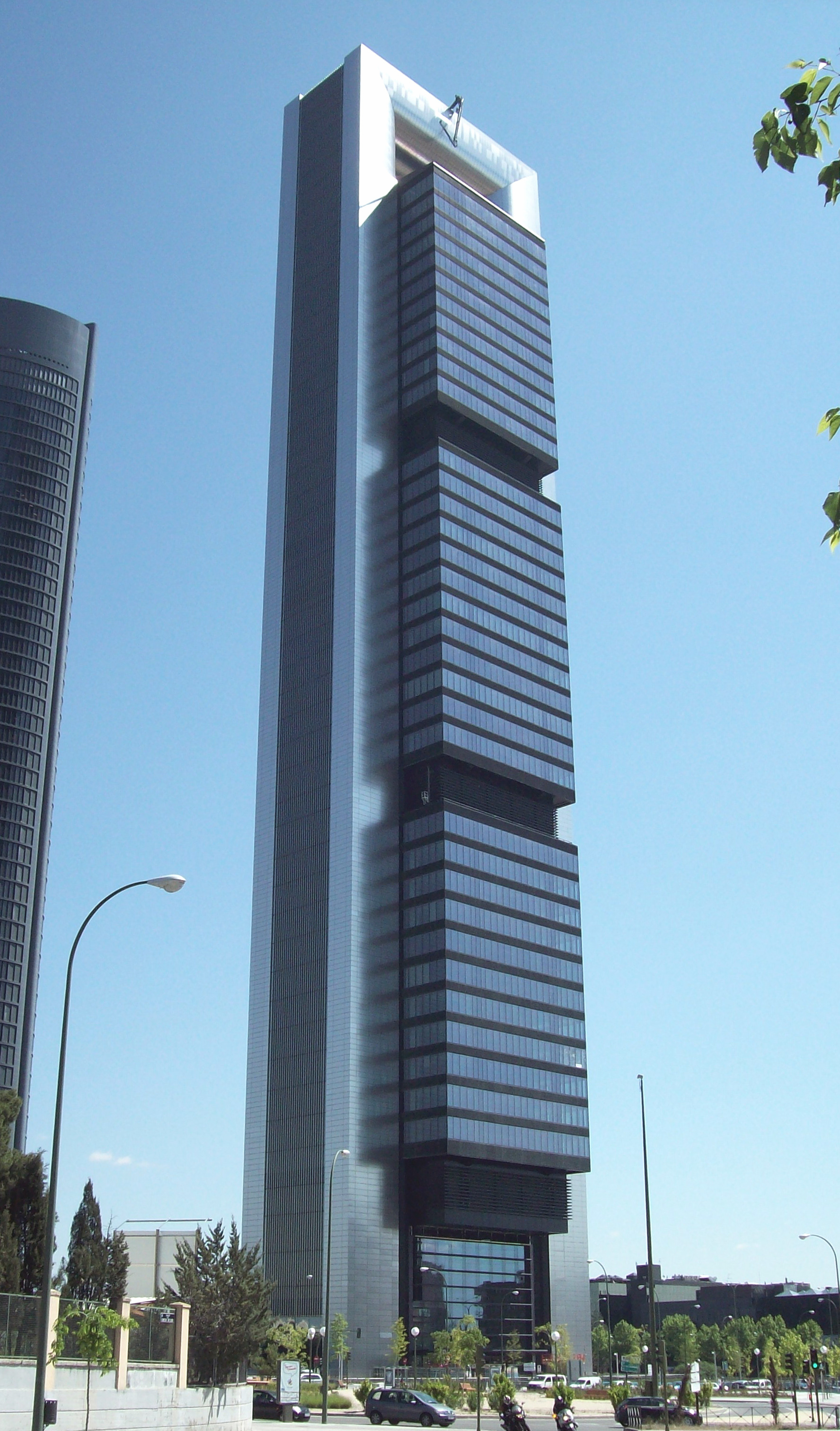
Torre Cepsa/Torre Caja, Madrid

Robert A. Halvorson, genannt Bob Halvorson, (* 1952) ist ein US-amerikanischer Bauingenieur.
Halvorson war zunächst bei Skidmore, Owings and Merrill (SOM) in Chicago, Houston, New York und London und wurde mit 31 Jahren 1983 der bis dahin jüngste Partner in diesem Architektur- und Ingenieurbüro. 1996 gründete er ein eigenes Ingenieurbüro (Halvorson and Partners). 2015 fusionierten sie mit WSP/Parsons-Brinckerhoff.
Er ist ein führender Bauingenieur für Hochhäuser und weitgespannte Strukturen und er plante mehr als sechzig Gebäude mit 40 und mehr Stockwerken. Zu seinen Bauten gehören: 
- Hyatt Center Chicago (das erste Wolkenkratzerprojekt in Chicago nach 9/11)
- ein 85 Stock-Hochhaus im Dubai International Financial Centre
- Wells Fargo Plaza (Houston). Um das Verhalten unter Windlast zu studieren, verbrachte er persönlich während eines Hurrikans (Alicia, Kategorie 3) die Nacht auf dem Hochhaus, um Messungen vorzunehmen. Damals war er schon Partner bei SOM.
- 111 West Wacker in Chicago
- Torre Cepsa (Torre Caja) Madrid, sein erstes Projekt mit Norman Foster
- Burj Mohammed Bin Rashid in Abu Dhabi. Ebenfalls mit dem Architekten Norman Foster.
- Hanking Center Tower (Architekten Morphosis)

2016 erhielt er die Goldmedaille der Institution of Structural Engineers, deren Fellow er ist. 2011 erhielt er den John Parmer Lifetime Achievement Award der American Society of Civil Engineers.